# Malbosc
Malbosc ist eine französische Gemeinde mit 146 Einwohnern (Stand 1. Januar 2022) im Département Ardèche.

## Geographie
Das Dorf Malbosc liegt in den Cevennen zwischen den Tälern der Flüsse Chassezac und Cèze rund 15 km südlich von Les Vans. Die Gemeinde ist Teil des Regionalen Naturparks Monts d’Ardèche.

## Bevölkerung
| Jahr                       | 1962 | 1968 | 1975 | 1982 | 1990 | 1999 | 2016 |
| -------------------------- | ---- | ---- | ---- | ---- | ---- | ---- | ---- |
| Einwohner                  | 113  | 171  | 157  | 165  | 146  | 172  | 145  |
| Quellen: Cassini und INSEE |      |      |      |      |      |      |      |